# Duren (Klari)
Duren is een bestuurslaag in het regentschap Karawang van de provincie West-Java, Indonesië. Duren telt 29.832 inwoners (volkstelling 2010).